# USS Honolulu (SSN-718)
Pour les autres navires du même nom, voir USS Honolulu.
L'USS Honolulu (SSN-718) est un sous-marin nucléaire d'attaque de classe Los Angeles en service dans l'US Navy de 1985 à 2007.

## Histoire
Construit au chantier naval Northrop Grumman de Newport News, il entre en service le 6 juillet 1985.
Une cérémonie d'adieu se tient le 15 avril 2006 au cours de laquelle le sénateur Daniel Inouye et le lieutenant-gouverneur James Aiona font un discours. L'Honolulu est rayé des listes le 2 novembre 2007, et sa partie avant sert à remplacer celle du USS San Francisco, endommagée lors d'une collision avec une montagne sous-marine.